# André-Arnoult Aclocque
Ne pas confondre avec son fils André Acloque-de-Saint-André qui exerce un commerce de vinaigre et de moutarde
Pour les articles homonymes, voir Aclocque.
André-Arnoult Aclocque (ou Acloque), né en 1748 à Amiens et mort le 5 août 1802, est un brasseur et le commandant-général de la Garde nationale parisienne.

## Biographie
André-Arnoult Aclocque est brasseur au Faubourg Saint-Antoine à Paris. 
Le 14 juillet 1789, il est un des représentants de la commune, puis successivement président de son district, et commandant d'un bataillon de la garde nationale. 
Dans la tumultueuse journée du 20 juin 1792, étant de garde au palais des Tuileries, il resta constamment auprès du roi. Ce prince, ayant mis sur sa tête un bonnet rouge que lui avaient présenté les hommes des faubourgs qui étaient entrés dans ses appartements, s'appuya sur Acloque pour haranguer la multitude. Quelque temps après, Acloque se retira à Sens, ne voulant plus se trouver sur le théâtre de la Révolution. 
Selon les Mémoires du marquis Bertrand de Molleville sur la Révolution, Acloque avait été chargé par la cour de distribuer de l'argent au petit peuple du faubourg Saint-Antoine.
Il est mort le 5 août 1802.